# Стёйлен, Коре
Коре Стёйлен (норв. Kaare Støylen; 3 октября 1909, Акер, Норвегия — 22 августа 1989, Берген, Норвегия) — епископ лютеранской церкви Норвегии; епископ Осло (1973—1977), ранее — епископ Агдера (1957—1973).

## Биография
Родился 3 октября 1909 года в Акере близ Осло (ныне фюльке Акерсхус), в семье норвежского пастора и будущего епископа Бернта Стёйлена (1858—1937) и его супруги Камиллы Каролины Хейберг (Kamilla Karoline Heiberg).
В 1927 году окончил Кристиансаннскую соборную школу, а в 1932 году получил диплом кандидата богословия, окончив университет Осло (в 1957 году в том же университета защитил диссертацию, получив степень доктора богословия).
В 1932 году женился на Агнес Страй (Agnes Louise Rosario Stray) (скончалась в 1943 году). В 1945 году женился вторично на Хонории Файе (Honoria Margrethe Faye).
Много лет служил в Норвежской морской миссии: с 1932 по 1935 год в качестве второго священника в Лондоне, а с 1935 по 1940 год — в административном офисе миссии в Осло.
В 1940 году назначен на должность второго священника в Бергенский собор, а в 1946 году стал пастором в церкви святого Якова в Бергене. Также опекал конгрегацию глухих города Бергена.
В 1955 году назначен генеральным секретарём Норвежской морской миссии, а в 1957 году избран для ординации в епископа Агдера.
В 1973 году избран епископом диоцеза Осло. В этой должности в 1973 году крестил часовне Королевского дворца в Осло норвежского кронпринца Хокона.
В 1975 году награждён командорской звездой ордена святого Олафа. В 1977 году вышел на покой и переехал в Берген, где скончался 22 августа 1989 года.